# Provincia de Phichit
Phichit (en tailandés: พิจิตร) es una de las provincias de Tailandia (changwat), que se localiza en el norte del país. Es fronteriza, en el sentido de las agujas del reloj y comenzando por el norte, con las provincias de: Phitsanulok, Phetchabun, Nakhon Sawan y Kamphaeng Phet.

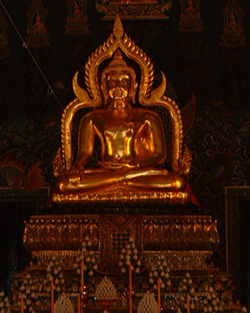
Luang Pho Phet, Wat Tha Laung, Provincia Phichit

## Geografía
Los ríos Nan y Yom recorren la provincia, antes de unirse al Chao Phraya. El territorio es una fértil llanura ribereña casi sin elevaciones, donde se cultiva arroz y lotos como principales productos.

## Historia
La ciudad de Phichit se estableció en 1058 por Phraya Kotabongthevaraja, y fue primero parte del Reino Sukhothai, y más tarde del Reino de Ayutthaya.
El nombre de la principal ciudad ha cambiado en multitud de ocasiones. Primero se le llamó Sra Luang (ciudad del estanque real); en el reino de Ayutthaya fue llamada Okhaburi (ciudad en el pantano), y finalmente Phichit (ciudad bella).

## Símbolos
|  | El emblema provincial muestra un estanque, que hace referencia al antiguo nombre de Mueang Sra Luang. El árbol Baniano en primer plano hace referencia al templo Wat Pho Prathab Chang. El templo fue construido entre 1669 y 1671 por el Rey Luang Sorasak, que había nacido en Pho Prathab Chang, entre un Banaino y una Higuera sagrada. La bandera de Phichit muestra el emblema redondo provincial en el centro. Tiene tras franjas verdes y dos blancas horizontales, interrumpidas en el centro por el emblema. El árbol provincial es el Mesua ferrea, y la flor es la Nymphaea lotus. |

## División administrativa
La proivincia se divide en 9 distritos (Amphoe) y tres distritos menores (King Amphoe). Todos estos a su vez están divididos en 89 comunas (tambon) y 852 aldeas (muban).
| Amphoe                                                                                |                                                       | King Amphoe                                 |
| ------------------------------------------------------------------------------------- | ----------------------------------------------------- | ------------------------------------------- |
| 1. Mueang Phichit 2. Wang Sai Phun 3. Pho Prathap Chang 4. Taphan Hin 5. Bang Mun Nak | 1. Pho Thale 2. Sam Ngam 3. Tap Khlo 1. Wachirabarami | 1. Sak Lek 2. Bueng Na Rang 3. Dong Charoen |